# Квікі-Март
Квікі-Март (англ. Kwik-E-Mart, «Нашвидкуруч») — вигаданий магазин дрібної торгівлі з мультсеріалу Сімпсони. Апу Нахасапімапетілон є володарем та продавцем у магазині. Квікі-Март відомий своїми високими цінами, низькою якістю продуктів і майже постійними пограбуваннями, які там відбуваються. Цей магазин був задуманий авторами сценарію, як пародія на мережу американських магазинів і проблем пов'язаних з ними.

## Розташування
На карті Спрингфілду цей магазин часто зображується поряд із Таверною Мо. Насправді Квікі-Март знаходиться напівдорозі від Спрінгфілдської початкової школи, близько 1 км від дому Сімпсонів. Після виходу серіалу на екрани у США почали з'являтися справжні магазини Квікі-Март. Зокрема, під час виходу повнометражного фільму про Сімпсонів деякі з існуючих магазинів роздрібної торгівлі у США були тимчасово переобладнані на Квікі-Марти.

## Продавець і продукти
Продавець (і власник, і прибиральник, і консультант) 28-річний індієць Апу Нахасапімапетілон (або просто Апу). Апу володіє магазином вже 7 років і сам працює у ньому майже цілодобово. Він туди влаштувався, коли мусив оплатити своє навчання у Калькуттському університеті технологій. Коли він повернув усі свої борги, то вирішив підзаробити собі ще на життя, тому і залишився там працювати. У торгівлі йому допомагає його 44-річний брат Санджей Нахасапімапетілон. Апу так багато працює, що часто нехтує власною сім'єю і дружиною Манджулою, що майже стало причиною їхнього розлучення.
У серіалі з'ясовується, що в Апу майже 80 відсотків продуктів прострочені, оскільки він дуже скупий і не знімає прострочені продукти з продажу, а продає покупцям зіпсований крам за завищеними цінами. Зловживання Апу досягли такого рівня, що потрапили до одного з репортажів Кента Брокмена і його навіть звільнили, але за браком продавців пізніше він знову повернувся на свою роботу. Апу має невідомі джерела постачання продуктів. Ймовірно, частину товарів він отримує з Болівії, звідки йому привозять пончики. В крамниці Апу іноді також продається дуже рідкісний товар — свинячі хвостики, головним покупцем котрих є Гомер Сімпсон. Апу також продає прострочені хот-доги, які часто теж купує Гомер. В магазині в Апу є спеціальний напій під назвою «Сквіші». Для цього напою є машина, яка його приготовляє. Взагалі, «Сквіші» — це не зовсім напій, а новий сорт морозива чи подрібненого льоду з великим вмістом цукру та начинки. Начинки бувають різні: вишня, карамель, шоколад, яблуко, різні сорти овочів і фруктів і навіть риба. Рецепт приготування цього напою-морозива публікувався у 40-50-тих номерах коміксів Сімпсонів.

## Постійні клієнти
- 38-річний Гомер Сімпсон. В цій крамниці він один з постійних покупців пива, хот-догів, свинячих хвостиків, пончиків і інших солодощів;
- 40-річний Кленсі (Шеф поліції) Віггам. Головним чином він купує (просто скуповує пачками) різні види пончиків;
- 38-річний Барні Ґамбл. У магазині він завжди та лише купує пиво;
- 46-річний Мо Сізлак. Він зізнався, що купує пиво і солоні горішки тільки там;
- 10-річний Барт Сімпсон. У магазині він постійний клієнт і купує майже завжди тільки "Сквіші";
- 36-річна Мардж Сімпсон. Вона завжди там купує багато їжі, щоб забезпечити сім'ю їжею щонайменше на тиждень.

## Грабіжники
- 28-річний Снейк Джейлберд. Він грабує Апу стільки разів на рік, що Апу включив пограбування у свій денний список витрат;
- 11-річний Нельсон Мюнц. Він краде усе, що погано лежить;
- 16-річний Джимбо Джонс. Головним чином краде "Сквіші" у спеціальних гумових штанях.
- 15-річний Дольфін "Дольф" Старбім. Він теж краде "Сквіші", працюючи в компанії з Джимбі;
- 14-річний Кірні. Він краде абсолютно все.
- 43-річний Другий Номер Боб. Він грабував одного разу в магазині Апу, перевдягнувшись у Красті.